# Каїка гологоловий
Ка́їка гологоловий (Pyrilia aurantiocephala) — вид папугоподібних птахів родини папугових (Psittacidae). Ендемік Бразилії. Раніше гологолових каїк вважали молодими грифовими каїками.

## Поширення і екологія
Гологолові каїки мешкають у Бразильській Амазонії, на сході Амазонасу і на заході Пари, в нижній течії Мадейри, верхній течії Тапажоса і басейні Телес-Піреса. Вони живуть у вологих і заболочених тропічних лісах, у галерейних лісах і в лісах кампінарана, що ростуть на піщаних ґрунтах. Зустрічаються поодинці, парами або зграйками до 10 птахів на висоті від 15 до 278 м над рівнем моря. Живляться насінням, плодами і, можливо, личинками.

## Збереження
МСОП класифікує стан збереження цього виду як близький до загрозливого. За оцінками дослідників, популяція гологолових каїк становить приблизно 5700 дорослих птахів. Їм загрожує знищення природного середовища.